# 5중 복음
5중 복음 (Five-fold Gospel)이란 오순절주의자인  여의도 순복음교회의 조용기 목사에 의해서 만들어진 교리이다.  A.B.심슨에 의해  “사중복음”이 최초로 제안되었고, 한국의 성결교회는 중생, 성결, 신유, 재림이라는 4중 복음을 말한다. 여기에 성결을 성령충만으로, 그리고 축복을 추가하여 5중 복음을 만들었다.

## 5중 복음이란
5중 복음의 5가지는 중생, 성령충만, 신유, 축복, 그리고 재림이다. 5중 복음은 순복음교회의 신학의 핵심이 되는 기반이다.

#### 중생의 복음
모든 사람은 죄의 용서받아 의롭게 되며 죄의 종으로부터 영원히 해방되어 영혼이 거듭나고, 구원받아 영원히 천국에서 살뿐만 아니라 이 세상에서도 하나님 아버지의 자녀의 권세를 받아 다스리고 정복하고 누리는 현세 천국을 누리는 것이다.

#### 성령 충만의 복음
모든 혼돈과 어두움과 흑암의 세력으로부터 해방되어 성령의 충만함을 받아 성령의 은사인 방언, 통역, 예언, 병 고침, 능력 행함, 영들 분별함, 믿음, 지혜, 지식의 은사를 받아 하나님의 말씀대로 살아가며, 성령의 9가지 열매인 사랑, 희락, 화평, 자비, 양선, 오래 참음, 충성, 온유, 절제가 인격 속에 맺혀지는 행복한 삶을 살 수 있다.

#### 신유의 복음
모든 마음의 병, 정신적인 질병에서 해방되어 염려, 근심, 불안, 초조, 공허, 두려움, 시기, 질투, 미움, 탐욕, 정욕은 떠나가고, 육신의 각종 질병이 사라지고 마음과 육체가 강건해지는 복을 받는다.

#### 축복의 복음
모든 저주와 가난에서 해방되어 축복을 받아 젖과 꿀이 흐르는 부요하고 풍요로운 부족함이 없는 삶을 살 수있다.

#### 재림의 복음
인간에게 있어 한 번 태어나서 죽는 것은 정한 이치이다. 누구도 피해 갈 수 없는 진리이다. 그리고 죽고 난 다음 반드시 심판이 있다. 예수님을 믿는 사람에게는 사망권세에서 해방되어 부활과 영원한 천국이 예비 되어 있고, 믿지 않는 사람은 지옥에서 영원한 고통을 받게 되는 것이다.

## 5중 복음의 내러티브 해석
한세대학교 신문철 교수의 지도하에 곽종운은 그의 석사논문에서 5중 복음을 성경 전체로부터 추출함에 있어서 복음의 내러티브를 총체적 관점에서 재해석한다. 다시 말해, 새로운 복음을 찾나내는 것이 아니라 신구약 전체 토양에서 발아한 복음의 중심성을 재조명하여, 복음의 통일성과 단일성을 이끌어내었다. 기존의 연구가 5중복음에 대한 조직신학적·실천신학적 차원에서 접근했다면, 이 논문은 5중복음을 “성경 내러티브 도해법”을 통하여 전개, 신구약 전체를 관통하면서 5중 복음을 재해석한다. 이 연구는 “5중복음의 내러티브”는 역사적이고, 구속적이고, 정경적이며 동시에 신학적 의미를 포괄하는 것을 특징으로 한다. 5중복음은 신구약 상호본문성 안에서 추출된 구속사적 결과물임을 확증시킨다.“중생의 내러티브”를 통해 신구약 전체를 통해 “하나님의 구원의 뜻(성전으로서의 그리스도와의 연합)”을 더 정교하게 인지하게 되고, “성령충만의 내러티브"를 통해 복음과 성전의 이미지가 조화된 것을, “신유의 내러티브”를 통해 하나님의 나라와 자비와 사랑과 은혜를, “축복의 내러티브”를 통해 신구약을 초월, 하나님의 선하심과 충만성(fullness)을, 그리고 “재림의 내러티브”를 통해 신구약 전체가 하나의 지향점-“새 하늘과 새 땅”을 향해 직선적으로 운동(movement)하는 것을 밝혔다.

## 같이 보기
- A.B.심슨
- 조용기

## 참고 문헌
- 신문철 , "영산 조용기의 오대교리", 2006  조직신학연구.
- 허도하, 4차원 영성으로 본 조용기 목사의 설교신학, 대학교 선교 제 18집